# Grünhelme (Verein)

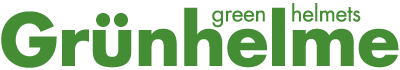
Logo

Der Grünhelme e. V. ist eine deutsche Hilfsorganisation mit Sitz in Bonn. Der gemeinnützige Verein setzt sich in Projekten für den Bau bzw. Wiederaufbau von Gemeindeinfrastrukturen sowie sozialen, ökologischen, kulturellen und religiösen Einrichtungen in ehemaligen Kriegs- und Krisengebieten ein und wurde im April 2003 von Rupert Neudeck und Aiman Mazyek gegründet.
Der Verein bezeichnet die ursprüngliche Konzeption des US-amerikanischen „Peace Corps“ als sein Vorbild und versteht sich als parteipolitisch neutral sowie nationalitäts- und religionsübergreifend. Betont wird dabei die Begegnung, der christlich-islamische Dialog und die Zusammenarbeit von Christen und Muslimen. Aiman Mazyek ist zugleich Vorsitzender des Zentralrats der Muslime. Im Zusammenhang mit dem Nahostkonflikt kritisierte die Organisation wiederholt Israel.
Der Verein wird von Simon Bethlehem (Vorstandsvorsitzender), Max Werlein (Stellvertretender Vorsitzender) und Thomas Just (Mitglied des Vorstands) geführt. Die Koordination wird von Yvonne Neudeck durchgeführt.
Als Projektkoordinatoren sind Tobias Lange und Annabella Ranft für den Verein tätig. Mithilfe von lokalen Handwerkern, Bauhelfern sowie internationalen Freiwilligen, die in dreimonatigen Einsätzen in den jeweiligen Projektländern mitarbeiten, werden die Projekte realisiert. Die Bewerbung für Einsätze erfolgt über die Website des Vereins.

## Projekte
Aktuell sind die Grünhelme in Arsal im Libanon, in Ziguinchor im Senegal, im Neno-Distrikt in Malawi in der Northern Province in Sierra Leone sowie in der Region Nordaleppo (حلب, Ḥalab) in Syrien aktiv. Zudem leistete der Verein bei den Sturmfluten der Ahr und Erft im Sommer 2021 in den überfluteten Gebieten Hilfe. Zu den Ländern, in denen die Grünhelme aktiv waren zählen Afghanistan, Burkina Faso, Griechenland, Indonesien, Irak, Kenia, Kongo, Marokko, Mauretanien, Mosambik, Nepal, Nigeria, Pakistan, Palästina, Philippinen, Ruanda, Somalia, Türkei, Uganda und Vietnam.

## Freiwilligenarbeit
Die Arbeit des Grünhelme e. V. wird durch den Einsatz von Freiwilligen ermöglicht. Vorwiegend Bauhandwerker und Baufachkundige (z. B. Ingenieure, Architekten) leisten in den Projekten über Zeiträume von mindestens drei Monaten direkte und unbürokratische Hilfsarbeit, indem mit lokalen Mitarbeitern unter Einbezug der kommunalen Bevölkerung Infrastrukturbauten errichtet werden. Die Freiwilligen selbst müssen jedoch keine arbiträren Voraussetzungen erfüllen, lediglich die Fähigkeit und der Wille zu Helfen ist gefragt. In den Projekten selbst verzichten die Freiwilligen auf vielerlei Luxus. So kommen sie z. B. in lokalen Häusern im aktuellen Projektort unter und erhalten keinen Lohn. Über 365 Freiwillige waren bereits im Einsatz mit den Grünhelmen. Die Bewerbung für die Arbeit als Freiwilliger erfolgt über die Website des Vereins.

## Kuratorium
Dem Kuratorium des Vereins gehören u. a. Sabine Leutheusser-Schnarrenberger, Konstantin Wecker, Gerhart Baum, Navid Kermani, Ruprecht Polenz und Wolfgang Thierse an. Auch Peter Scholl-Latour,  Mohammed Aman Hobohm sowie Günter Grass zählten bis zu ihrem Tod dazu. Rupert Neudeck gehörte außerdem zum Stiftungsbeirat der PATRIZIA KinderHaus-Stiftung, die gemeinsam mit der Grünhelme e. V. Projekte verschiedene Hilfsprojekte durchführt. Außerdem gründete Rupert Neudeck zusammen mit seiner Frau Christel die Hilfsorganisation Cap Anamur / Deutsche Not-Ärzte e. V., welche ebenfalls mit den Grünhelmen kooperiert.

## Zwischenfälle bei Einsätzen
2007 wurde ein deutscher Grünhelm-Mitarbeiter in Afghanistan entführt. Der mehrfach wegen Vermögensdelikten vorbestrafte und zum Islam konvertierte Deutsche hatte zuvor rund 87.000 Euro des Vereinsvermögens veruntreut.
In der Nacht zum 15. Mai 2013 wurden drei Männer aus Deutschland, die in Syrien während des Bürgerkrieges für die Organisation als Helfer tätig waren, im Gouvernement Idlib verschleppt und in Geiselhaft genommen. Am 5. Juli 2013 entkamen zwei der Entführten, am 3. September 2013 auch der Dritte.